# Oriolus isabellae
Oriolus isabellae là một loài chim trong họ Oriolidae.